# Place Émile-Zola (Dijon)
Pour les articles homonymes, voir Place Émile-Zola.
La place Émile-Zola est une place du centre historique de Dijon.

## Situation et accès
Cette place en forme de parallélépipède est longée par la rue Monge et il y aboutit la rue François-Jouffroy et la cour Madeleine. Elle a été longtemps la place du marché de ce quartier et elle a été jusqu'au XIXe siècle la place des exécutions publiques.
Elle s'orne en son centre de platanes et d'un bassin de pierre sculpté de végétaux dans lesquels apparaissent des animaux aquatiques, notamment des grenouilles. Ce bassin se trouvait initialement place des Cordeliers et faisait partie d'un monument dédié à l'écrivain Alexis Piron. Le buste de Piron qui ornait la fontaine est installé maintenant jardin de l'Arquebuse à Dijon.
Plusieurs maisons bordant la place comportent des cafés ou des restaurants dont les terrasses entourent le bassin. Dans la cour Madeleine s'élève le cellier de Morimont, du XIIIe siècle, vestige de l'ancien hôtel de l'abbaye de Morimond.

## Historique

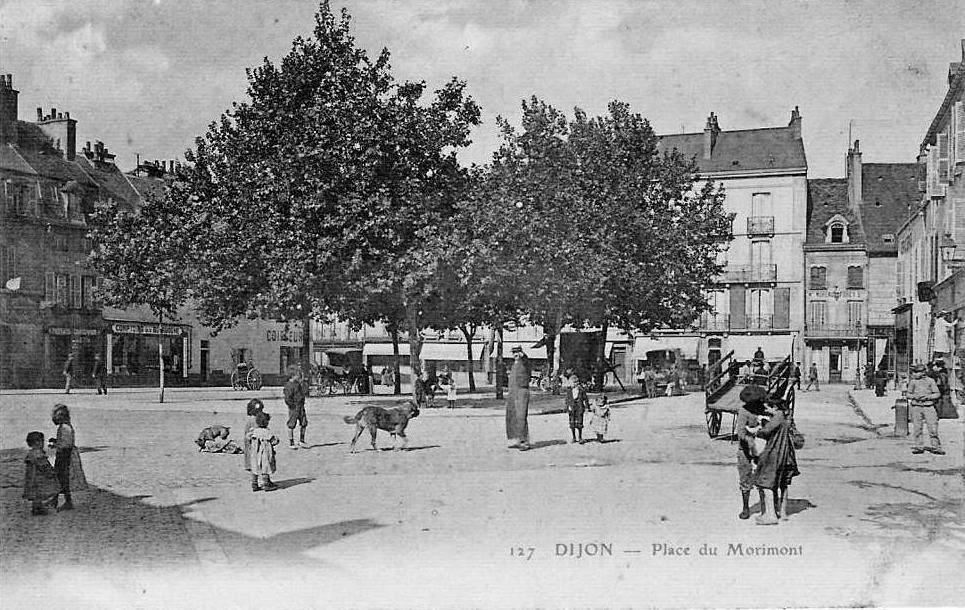
La place Émile-Zola, au début du XXe siècle

Jusqu'à ce qu'elle soit rebaptisée place Émile-Zola en 1921, elle s'appelait place du Morimont parce que l'abbaye de Morimond, en Haute-Marne, y avait un hôtel, à l'emplacement du 17 rue Monge (anciennement rue Saint-Jean), où l'abbé de Morimond séjournait parfois. Le nom de Morimond vient du latin mori mundo (« mourir au monde »), illustrant l'idéal de renoncement au monde des moines cisterciens de cette abbaye.

### La place des exécutions publiques
Pendant près de cinq siècles, la place du Morimont offre aux Dijonnais le spectacle des exécutions publiques. 
L'échafaud se dressait sur une plate-forme rectangulaire élevée d'environ deux mètres au-dessus du sol, sur cinq piliers de pierre. On y accédait par deux échelles latérales. 
En 1535 avait été élevée contre lui une croix de calvaire à deux personnages aux pieds du Christ. C'est ainsi que le représenta le plan d'Edouard Bredin de 1574, et aussi le plan de Jean de Beaurain en 1767. 
Sur l'échafaud se plaçait le billot, un bloc de bois « sur lequel le glaive retentissait comme un couperet sur l'étal d'un boucher ». 
D'un côté, la potence attendait les pendus, de l'autre se trouvait la roue horizontale sur son pilier. 
Dans certains cas particuliers, on disposait un bûcher en arrière de la plate-forme. Sous celle-ci étaient entreposés les instruments du bourreau (glaive, barre à rompre les os, tenailles et cordes...). La place était parfois décorée car il s'agissait d'un grand spectacle populaire : jusqu'au XIXe siècle, il y eut par exemple la mode d'exécuter de nuit, aux flambeaux.
Parmi les premiers bourreaux, un nommé Jehan brûla un certain Poncet de Soulier, « Triorlière », accusé de nécromancie en 1403.
 Il exécuta aussi en 1407 un âne de Plombières qui avait tué un enfant, et avait été condamné à la potence. 
En 1658 fut fondée la société de la Miséricorde pour secourir les pauvres et soigner les malades. Elle accompagnait aussi les condamnés jusqu'au supplice et recueillait leurs corps et les bois de justice, puis la guillotine dans sa chapelle de la Miséricorde construite derrière le moulin des Carmes. 

Pendant la Révolution, le gibet et la roue disparurent mais la guillotine demeura deux ans sur la place en permanence. 
Elle fut enlevée le 26 octobre 1794 à la demande des « âmes sensibles et délicates » du quartier qui avaient signé une pétition adressée au chargé de mission de la Convention, Jean-Marie Calès. La guillotine ne reparut que pour les exécutions. Le bourreau, François Étienne, y exécuta François Langonier, le maire de Venarey-les-Laumes.
Un arrêté municipal du 22 octobre 1832 fit transporter la guillotine de la place du Morimont au chemin communal de Cromois, au sud du Clos de Montmuzard, à l'est de la Porte Neuve. Il s'agissait d'éloigner les lieux d’exécutions du centre-ville, pour mettre à distance le public et ne plus en faire un spectacle.

### La place Émile-Zola
En 1904, la municipalité Barabant qui venait d'être élue décida de débaptiser plus d'une vingtaine de rues ou places portant le nom de saints. La place Saint-Jean, attenante à l'église du même nom à quelques dizaines de mètres de la place du Morimont fut rebaptisée place Émile-Zola, du nom de l'écrivain français Émile Zola (1840-1902). En 1921, une nouvelle municipalité, dirigée par Gaston Gérard, fit installer une statue de Bossuet sur cette place, à laquelle elle trouva plus logique de donner le nom de place Bossuet. Pour conserver un hommage à Émile Zola, elle attribua à l'ancienne place du Morimont le nom de l'écrivain.